# Gräfendorf (Niederer Fläming)

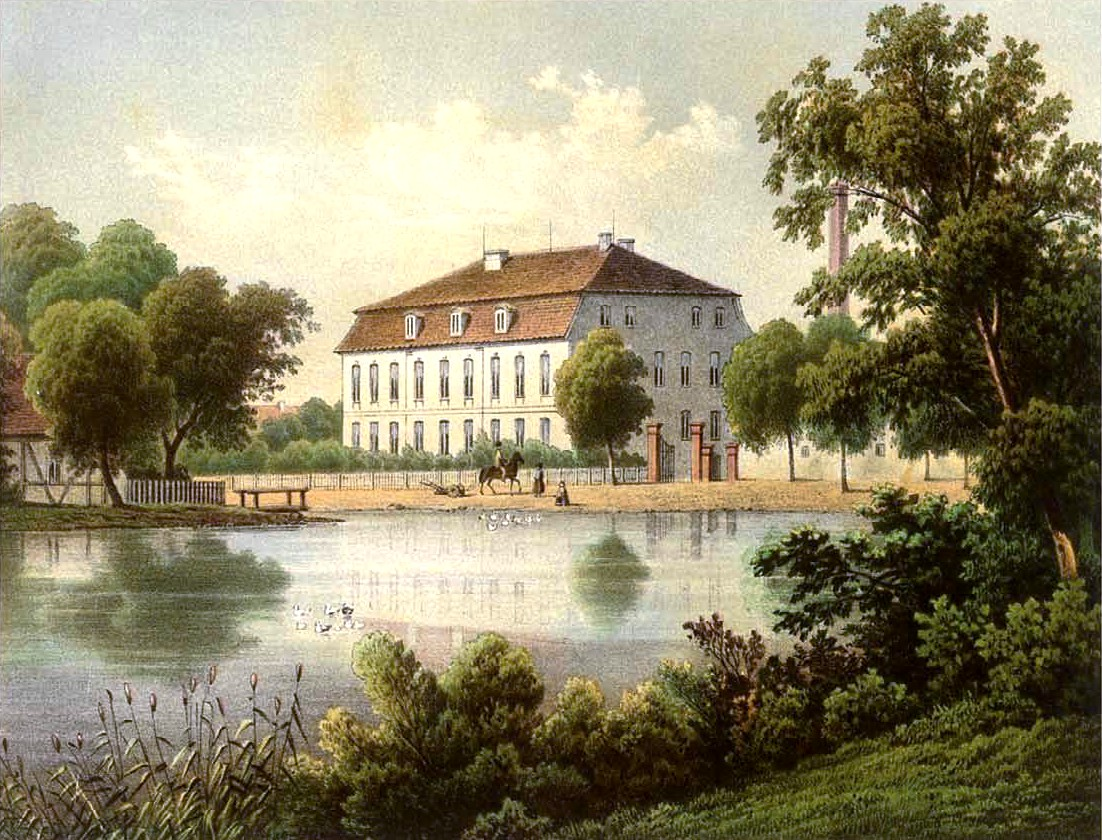
Schloss Gräfendorf. Sammlung Alexander Duncker

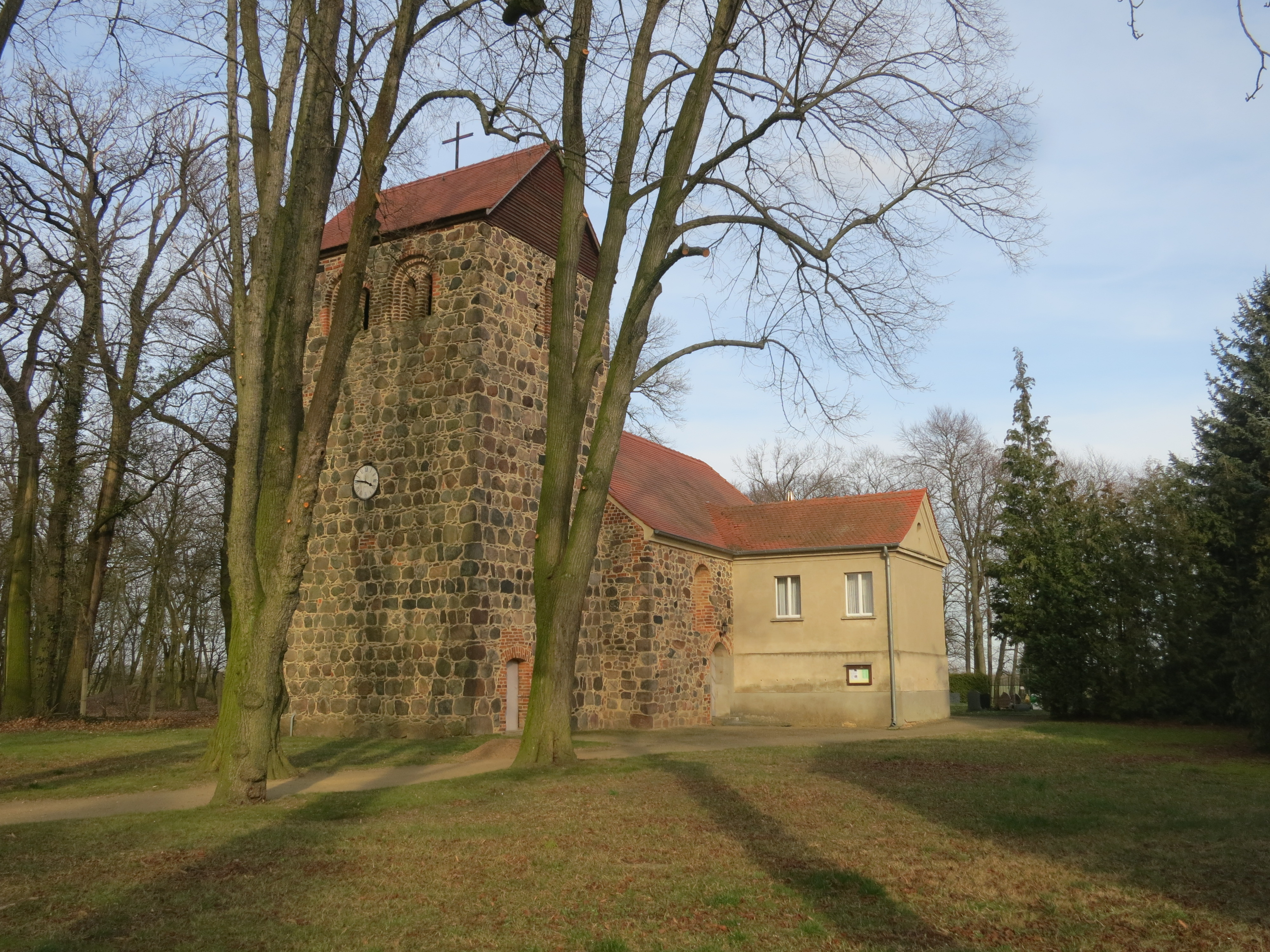
Dorfkirche Gräfendorf

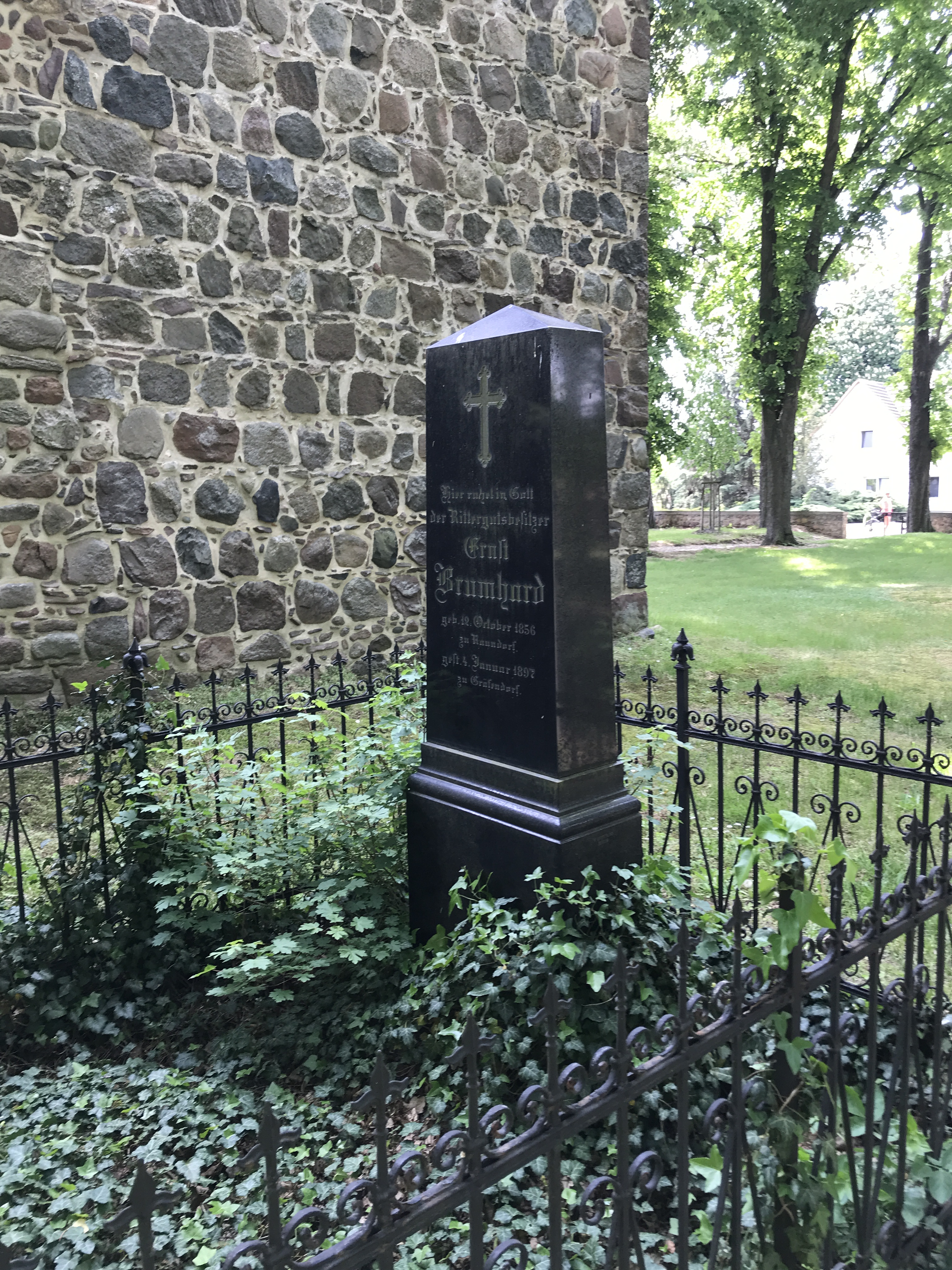
Grabstein Gutsbesitzer Ernst Brumhard (1856–1897)

Gräfendorf ist ein Ortsteil der Gemeinde Niederer Fläming im Landkreis Teltow-Fläming im Land Brandenburg.

## Geographie
Gräfendorf befindet sich etwa 12 Kilometer südöstlich von Jüterbog und 17 Kilometer nordwestlich von Dahme im brandenburgischen Fläming. Die Kreisstraße 7209 verbindet den Ort mit der Bundesstraße 101. Nördlich des Ortes befindet sich das Dorf Werbig. Etwa einen Kilometer südlich des Ortes befindet sich der Feldflugplatz Reinsdorf.

## Geschichte

### 13. bis 17. Jahrhundert
Urkundlich wurde der Ort erstmals im Jahr 1205 erwähnt und gehörte bis zum Jahr 1566 zum Erzbistum Magdeburg. Es belieh im 16. Jahrhundert den Jüterboger Amtshauptmann Georg von Thümen mit dem Ort. Dessen Sohn verkaufte ihn 1583 an den Jüterboger Stadtrichter Joachim von Seelen. Während des Dreißigjährigen Krieges wurde das Dorf durch den Einmarsch schwedischer Truppen zerstört. Die Familie von Seelen war gezwungen, Teile von Gräfendorf 1670 zu verkaufen; zwei Jahre später ging der gesamte Besitz verloren.

### 18. Jahrhundert
In den kommenden Jahrzehnten wechselten die Besitzer, bis 1713 der Ort wieder unter dem Landrat und poln. und kurfürstlich sächs. Geheimen Rat Christian Wilhelm von Thümen (1663–1741) zur Familie von Thümen gelangte. Unter seiner Leitung soll 1723 ein Gutshaus entstanden sein, Schloss Gräfendorf. Für seine Bautätigkeit spricht auch die Tatsache, dass er unmittelbar an den Bauten von Schloss Blankensee und indirekt an Schloss Stülpe, hier als Schwiegervater, beteiligt war. Das Gräfendorfer Bauwerk muss 1728 bereits fertiggestellt worden sein, denn in diesem Jahr heiratete seine Tochter auf Schloss Gräfendorf den Grafen Adolph Ludwig zu Solms. Als Christian Wilhelm von Thümen starb, ging das Gut des Ortes Gräfendorf und alle weiteren väterlichen Rittergüter an seinen Sohn August Christian Johann von Thümen (1724–1792).

### 19. bis 21. Jahrhundert
Dann folgte wiederum dessen Sohn Karl von Thümen (1754–1810), Gutsherr auf Gräfendorf, Heinsdorf, Pesterwitz, Beesdau und Crinitz, verheiratet mit Antonie Armgard Ernestine Gräfin Hohenthal. Die standesgemäßen Hochzeiten der beider ältesten Töchter, Armgard (1789–1812), mit dem Gerichtsrat Karl Freiherr von Teubern, Sohn eines der „reichsten Bürger in Dresden“ und Antonie (1790–1845) mit Karl Adolf von Houwald, fanden auf Gräfendorf statt. Zu Beginn des 19. Jahrhunderts gab es in Gräfendorf eine Windmühle, einen Hufschmied, eine eigene Brauerei und Weinbrandbrennerei, sowie eine Ziegelei und einen Schankwirt. Zu dieser Zeit war Johann Gottlieb Koppe der Verwalter des Guts, der mit seinem Wirken zu einer erheblichen Steigerung der Produktivität beitrug. Gutserbe der Thümen wurde der Bruder Karl jun. von Thümen (1796–1870), der ebenso die alten Familien-Stammgüter um Blankensee und Stangenhagen übernahm. Später bekam der Neffe Felix von Thümen (1839–1892), Premierleutnant a. D, Gut Gräfendorf. Er führte mehrere Jahre Gut Gräfendorf, wanderte nach dem Verkauf schließlich nach Österreich-Ungarn aus und starb in Teplitz-Schönau. Seine Witwe lebte zuletzt in Stralsund; die Kinder ererbten Gräfendorf nicht mehr. Felix von Thümen nannte sich schon weit zuvor von Thümen-Gräfendorf und wurde beginnend mit ersten Forschungen und Sammlungen in Gräfendorf ein europaweit bekannter Botaniker und Mykologe. Der Verkauf des Gutes Gräfendorf muss kurzfristig entschieden worden sein, noch 1865 annoncierte Thümen sogar im Militär-Wochenblatt nach einer neuen Arbeitskraft bezüglich der Stellung eines Wirtschafts-Vogtes, bevorzugt für Invaliden, mit 18 Thaler Jahresgehalt, freie Wohnung, freie Station und Steuerfreiheit. Nachfolgend setzt zunächst ein häufigerer Besitzerwechsel im Kontext mit dem Rittergut ein.
Etwa 1866 hatte Gräfendorf 244 Einwohner. Neuer Rittergutsbesitzer auf Gräfendorf und Betreiber der Branntweinbrennerei wurde in diesem Jahr der Landwirt Benno Meyer. Um 1880 wurde das Gutshaus, damals im Besitz der Familie Simon, an jeder Seite um drei Achsen erweitert, neue Fenster eingebaut und das Gebäude erhielt einen Turm mit einer hofseitigen Uhr. Ab dem Jahr 1891 wurde der Ort Kirchendorf mit Rittergut, 589 ha groß, und Schäferei. Pächter, auch der Brennerei, war Ober-Amtmann Hauffe. 1896 ist Familie Brumhard(t) Gutseigentümer, die sich nicht scheute auch gegen den Fiskus gerichtlich zu klagen. Gutsherr Ernst Brumhard war Mitglied der Deutschen Landwirtschaftsgesellschaft sowie seit 1883 der Gesellschaft für Erdkunde zu Berlin.
Vor 1900 gab es einen erneuten Wechsel in der gutsherrlichen Grundherrschaft, Frau Fabrikbesitzer Salomon wird als neue Kirchenpatronin aktiv und spendet für die Einrichtung der Dorfkirche Gräfendorf wertvolles Inventar. 1902 wurde der Sohn Herbert in Gräfendorf geboren, der 1929 sich in amtlichen Schriften Herbert Salm nannte. Der konkrete Hintergrund der Namensumbenennung der Familie ist in öffentlichen historischen Quellen nicht belegt. Die Familie Salomon wurde wie weitere bürgerliche und auch viele adelige Grundbesitzer im hinteren Feld des Jahrbuchs der Millionäre in Preußen geführt. 1914 bestand das Gräfendorfer Rittergut der Familie Salomon weiterhin im Verband mit dem dazugehörigen Gutsareal in Welsickendorf. Dies bestätigt sich bis 1923, wo die Familie noch den Namen Salomon führte. 1929 war das Rittergut mit 800 ha umfangreich, inklusive des Ritterguts Welsickendorf, im Eigentum des Franz Salm (1868–1940). Salm führte auch weiter das dem Gutsherrn zustehende Kirchenpatronat aus. Die Gutsfamilie übersteht die große Wirtschaftskrise 1929/1930; investierte 1938 auf Kredit den Bau von zwei Gutswerkwohnungen und suchte ab Sommer 1943 einen neuen Brennereiverwalter.
Das barocke Gutsschloss wurde im Zuge der Bodenreform auf Grundlage des SMAD-Befehls Nr. 209 im Jahr 1947 abgerissen. Erhalten geblieben ist der Gutspark mit seinem alten Baumbestand und einem großen Teich. Am 31. Dezember 1997 schlossen sich Gräfendorf, Borgisdorf, Hohenahlsdorf, Hohengörsdorf, Meinsdorf, Nonnendorf, Reinsdorf, Riesdorf, Schlenzer, Sernow, Waltersdorf Welsickendorf, Werbig und Wiepersdorf zur Gemeinde Niederer Fläming zusammen.
Die Gräfendorfer Feuerwehr bestand bereits ab 4. Juli 1909, durch den Gemeindevorstand und dem damaligen Gutsbesitzer Franz Salomon als Gründungs-Verbandsvorsitzender. Die Bestätigung durch den damaligen Landrat des Kreises Jüterbog-Luckenwalde mit Sitz in Jüterbog, Otto von Cossel, erfolgte am 3. September 1909.
Von 1656/57 bis 1746 gehörte das Dorf zum Fürstentum Querfurt / Herzogtum Sachsen-Weißenfels; anteilig zum unteren Amt Jüterbog. Von 1815 bis 1952 gehörte Gräfendorf zum Landkreis Jüterbog-Luckenwalde der preußischen Provinz Brandenburg, bis 1993 zum Kreis Jüterbog.

## Sehenswürdigkeiten
- Die Dorfkirche Gräfendorf stammt aus der ersten Hälfte des 13. Jahrhunderts und wurde aus Feldsteinen errichtet.
- Reste des ehemaligen Gutshauses

## Persönlichkeiten
- Anna Minna (Anina) von Thümen,[26] verheiratet mit William von Baensch;[27][28] Autorin, Portraitmalerin; 1865 in Gräfendorf geboren
- Eduard Winckler,[29] Buchhändler in Buenos Aires; 1860 in Gräfendorf geboren[30]

## Bevölkerungsentwicklung
| Jahr      | 1875 | 1890 | 1925 | 1933 | 1939 | 1946 | 1950 | 1964 | 1971 |
| Einwohner | 264  | 235  | 252  | 256  | 236  | 331  | 365  | 324  | 293  |

Gebietsstand des jeweiligen Jahres